# TioTretton
TioTretton, Barnbibliotek Kulturhuset Stockholm är ett barnbibliotek ägt av Stockholms stad öppnat 2011 i Kulturhuset vid Sergels torg skapat av arkitekt och scenograf Ricardo Ortiz i samverkan med dåvarande barnkulturchefen Katti Hoflin. Biblioteket vänder sig till barn mellan 10 och 13 år. 
Tiotretton har böcker, datorer, en ateljé, spel, mysiga läsplatser och ett kök.

## Bilder

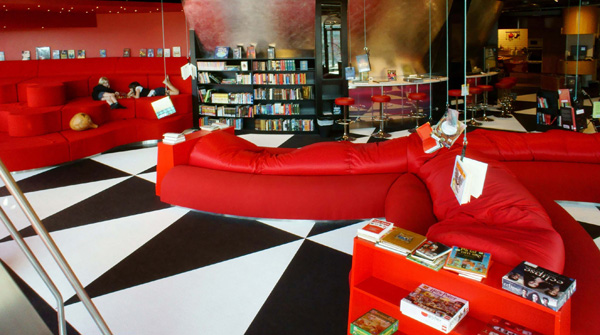
Tweeniebiblioteket TioTretton Kulturhuset Stockholm
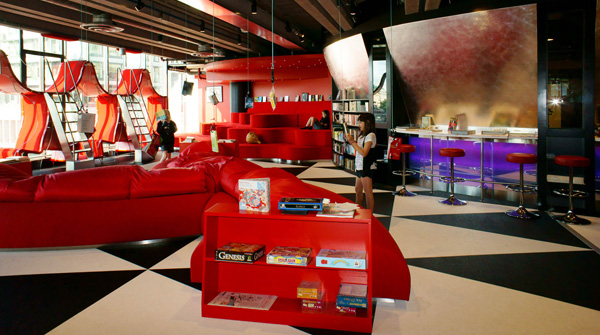
Tweenies i vuxenfri miljö